# シェ族
シェ族（シェぞく、畲族、あるいはショー族、シャ族、ショオ族）は、中国の少数民族のひとつであり、中華人民共和国が公式に規定する漢族を含む56の民族のひとつである。
シェ族は福建省における最多の少数民族である。また、浙江省、江西省、広東省、安徽省にも居住している。
福建省・連江県には小滄シェ族郷があり、浙江省には景寧シェ族自治県がある。
シェ語はミャオ・ヤオ語族に属する。ただし、現在シェ族の大部分は近隣にいる客家と同じように中国語諸語の客家語を話す。独自の言語を保持する人々は広東省に数百人居るだけであるが、彼らは自分たちを「Hone」（中国語: 活聶 huóniè）と呼んでいる。

## 自治地方

### 自治県
- 浙江省
  - 景寧シェ族自治県

### 民族鎮
- 文成県
  - 西坑シェ族鎮
- 泰順県
  - 司前シェ族鎮
- 武義県
  - 柳城シェ族鎮
- 麗水市蓮都区
  - 老竹シェ族鎮

### 民族郷
- 桐廬県
  - 莪山シェ族郷
- 平陽県
  - 青街シェ族郷
- 蒼南県
  - 鳳陽シェ族郷
  - 岱嶺シェ族郷
- 文成県
  - 周山シェ族郷
- 泰順県
  - 竹里シェ族郷
- 蘭渓市
  - 水亭シェ族郷
- 龍游県
  - 沐塵シェ族郷
- 麗水市蓮都区
  - 麗新シェ族郷
- 龍泉市
  - 竹垟シェ族郷
- 遂昌県
  - 三仁シェ族郷
- 松陽県
  - 板橋シェ族郷
- 雲和県
  - 霧渓シェ族郷
  - 安渓シェ族郷
- 寧国市
  - 雲梯シェ族郷
- 連江県
  - 小滄シェ族郷
- 羅源県
  - 霍口シェ族郷
- 永安市
  - 青水シェ族郷
- 寧化県
  - 治平シェ族郷
- 漳州市龍海区
  - 隆教シェ族郷
- 漳浦県
  - 赤嶺シェ族郷
  - 湖西シェ族郷
- 上杭県
  - 廬豊シェ族郷
  - 官荘シェ族郷
- 寧徳市蕉城区
  - 金涵シェ族郷
- 福安市
  - 坂中シェ族郷
  - 穆雲シェ族郷
  - 康厝シェ族郷
- 福鼎市
  - 硤門シェ族郷
- 霞浦県
  - 塩田シェ族郷
  - 水門シェ族郷
  - 崇儒シェ族郷
- 貴渓市
  - 樟坪シェ族郷
- 贛州市南康区
  - 赤土シェ族郷
- 吉安市青原区
  - 東固シェ族少数民族郷
- 永豊県
  - 龍岡シェ族郷
- 楽安県
  - 金竹シェ族郷
- 鉛山県
  - 太源シェ族郷
  - 篁碧シェ族郷

## 文化
シェ族にはヤオ族にも共通する槃瓠の犬祖伝説に因む始祖伝説があり、犬をトーテムとする信仰が見られる。犬に関する伝承や習俗、犬肉食に関するタブーなど、犬トーテムは民族文化の核となっている。主要の苗字は雷、藍、鍾、盤である。
年中行事として、チワン族と同じく旧暦3月3日を「三月三」（ソムギュエッソム）と称して祝う。「畲歌」（シェコー）と呼ばれる即興の歌を歌う。また、広東省のシェ族ではかつて「招兵」と呼ばれる大規模な道教儀礼が行われていたが、漢族との同化が進んだ1950年代を境に実施されなくなっている。
女性は、伝統的は頭に「三把刀」と呼ばれる刀に似た形の金属片3枚を飾りとして身につけた。
チワン族と同じく、棒状の手杵と飼い葉桶のような形の臼を使って餅つきを行う伝統がある。また、餅つき歌や踊りがある。

## 遺伝子
シェ族は遺伝子Y染色体ハプログループがO1a(M119)=10.5%、O1b1a1(PK4)=7.9%、O2a1b(IMS-JST002611)=10.5%、O2a2a*(M188)=2.6%、O2a2a1a2(M7)=50.0%、O2a2b1a1(M117)=15.8%、O2a2b1a2(F444)=2.6%で観察された。

## 著名人
- 鍾学吉